# Франко Варрелла
Франко Варрелла (італ. Franco Varrella, нар. 25 січня 1953, Ріміні) — італійський футболіст, що виступав на позиції нападника. Після завершення футбольної кар'єри — футбольний тренер.
Найбільш відомий роботою на посаді головного тренера національної збірної Сан-Марино.

## Клубна кар'єра
Варрелла народився в Ріміні в 1953 році. Його коротка ігрова кар'єра починалася з періоду виступів за молодіжки «Белларії-Іджеа-Марина» та «Ювентуса», а на дорослому рівні — за нижчолігові «Ріміні», «Урбіно», «Реал Монтеккйо» та «Єзіну».

## Тренерська кар'єра
У 26 років Варелла почав тренерську кар'єру в молодіжній команді «Белларії».
У 1984 році став головним тренером основної команди. Після цього тренував такі клуби як «Сантарканджолезе», «Форлі», «Брешія», «Монца», «Казертана», Салернітана, «Реджана», «Савоя», «Падова», «Трієстіна», «Равенна» і «Сан-Марино».
З січня 1995 по грудень 1996 року працював у штабі збірної Італії у якості помічника Арріго Саккі, який тоді очолював команду.
У січні 2018 року він був призначений головним тренером національної збірної Сан-Марино з футболу, яку очолював до 26 листопада 2021 року.

## Досягнення

### У якості тренера

#### Монца
- Володар Кубку італійської Серії C: 1990—1991

#### Падова
- Переможець Серії С2: 2000—2001